# Червенокрак медосмукач
Червенокрак медосмукач (Cyanerpes cyaneus) е вид птица от семейство Тангарови (Thraupidae). Видът е незастрашен от изчезване.

## Разпространение
Разпространен е в Белиз, Боливия, Бразилия, Колумбия, Коста Рика, Куба, Еквадор, Ел Салвадор, Френска Гвиана, Гватемала, Гвиана, Хондурас, Мексико, Никарагуа, Панама, Перу, Суринам, Тринидад и Тобаго и Венецуела.